# العلاقات الغابونية الكوبية
العلاقات الغابونية الكوبية هي العلاقات الثنائية التي تجمع بين الغابون وكوبا.

## مقارنة بين البلدين
هذه مقارنة عامة ومرجعية للدولتين:
| وجه المقارنة                                              | الغابون                        | كوبا                              |
| --------------------------------------------------------- | ------------------------------ | --------------------------------- |
| المساحة (كم2)                                             | 267.67 ألف                     | 109.88 ألف                        |
| عدد السكان (نسمة)                                         | 2.03 مليون                     | 11.48 مليون                       |
| الكثافة السكانية (ن./كم²)                                 | 7.58                           | 104.48                            |
| العاصمة                                                   | ليبرفيل                        | هافانا                            |
| اللغة الرسمية                                             | لغة فرنسية                     | اللغة الإسبانية                   |
| العملة                                                    | فرنك وسط أفريقي                | بيزو كوبي، بيزو كوبي قابل للتحويل |
| الناتج المحلي الإجمالي (بليون دولار)                      | 14.62 مليار                    | 87.13 مليار                       |
| الناتج المحلي الإجمالي (تعادل القوة الشرائية) بليون دولار | 34.65 مليار                    |                                   |
| الناتج المحلي الإجمالي الاسمي للفرد دولار أمريكي          | 8.27 ألف                       |                                   |
| الناتج المحلي الإجمالي للفرد دولار أمريكي                 | 19.43 ألف                      |                                   |
| مؤشر التنمية البشرية                                      | 0.684                          | 0.769                             |
| رمز المكالمات الدولي                                      | +241                           | +53                               |
| رمز الإنترنت                                              | .ga                            | .cu                               |
| المنطقة الزمنية                                           | ت ع م+01:00، توقيت غرب أفريقيا | 00                                |

## منظمات دولية مشتركة
يشترك البلدان في عضوية مجموعة من المنظمات الدولية، منها:
| علم المنظمة | اسم المنظمة                                 | تاريخ انضمام الغابون | تاريخ انضمام كوبا |
| ----------- | ------------------------------------------- | -------------------- | ----------------- |
|             | يونسكو                                      | 16 نوفمبر 1960       | 29 أغسطس 1947     |
|             | منظمة حظر الأسلحة الكيميائية                | ?                    | ?                 |
|             | منظمة التجارة العالمية                      | ?                    | ?                 |
|             | الاتحاد البريدي العالمي                     | ?                    | ?                 |
|             | منظمة الشرطة الجنائية الدولية               | ?                    | ?                 |
|             | الأمم المتحدة                               | 20 سبتمبر 1960       | 24 أكتوبر 1945    |
|             | الاتحاد الدولي للاتصالات                    | 28 ديسمبر 1960       | 16 يناير 1918     |
|             | مجموعة دول أفريقيا والكاريبي والمحيط الهادئ | ?                    | ?                 |

## وصلات خارجية
- موقع وزارة الخارجية الكوبية